# Lexus RX
A Lexus RX egy felsőkategóriás egyterű autó, amelyet a japán Lexus cég gyárt 1998 óta. Összesen 4 generációja van.

## Generációi

### XU10 (1998–2003)

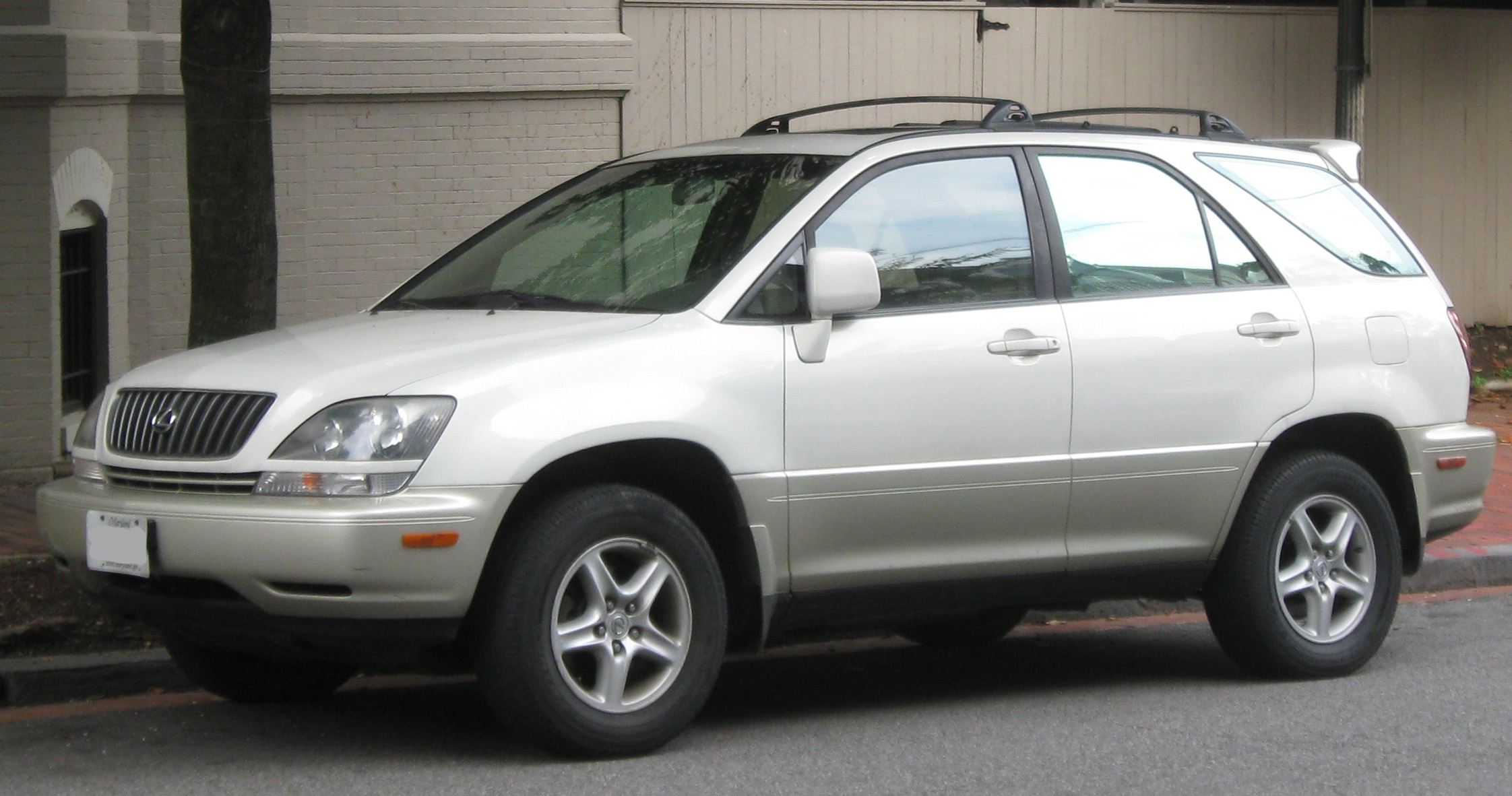
Lexus RX 1998–2003

Az XU10 az első generáció. A gyár 1998-tól 2003-ig készítette a modelleket. 2000-ben módosították a karosszériát.

### XU30 (2003–2008)

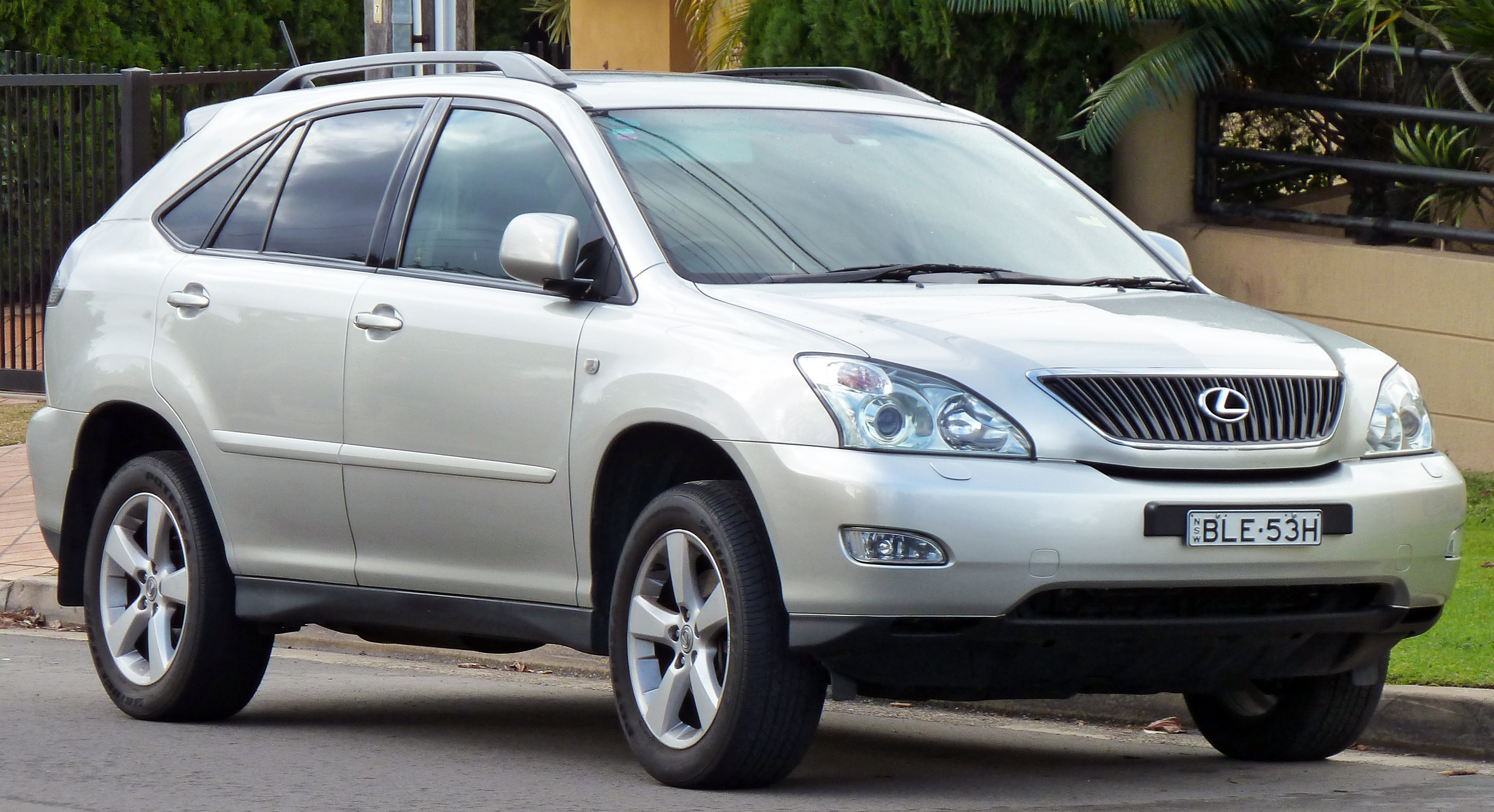
Lexus RX 2003–2008

Az XU30 a második generáció. A gyár 2003-tól 2008-ig készítette a modelleket. 2007-ben módosították a karosszériát.

### AL10 (2008–2015)

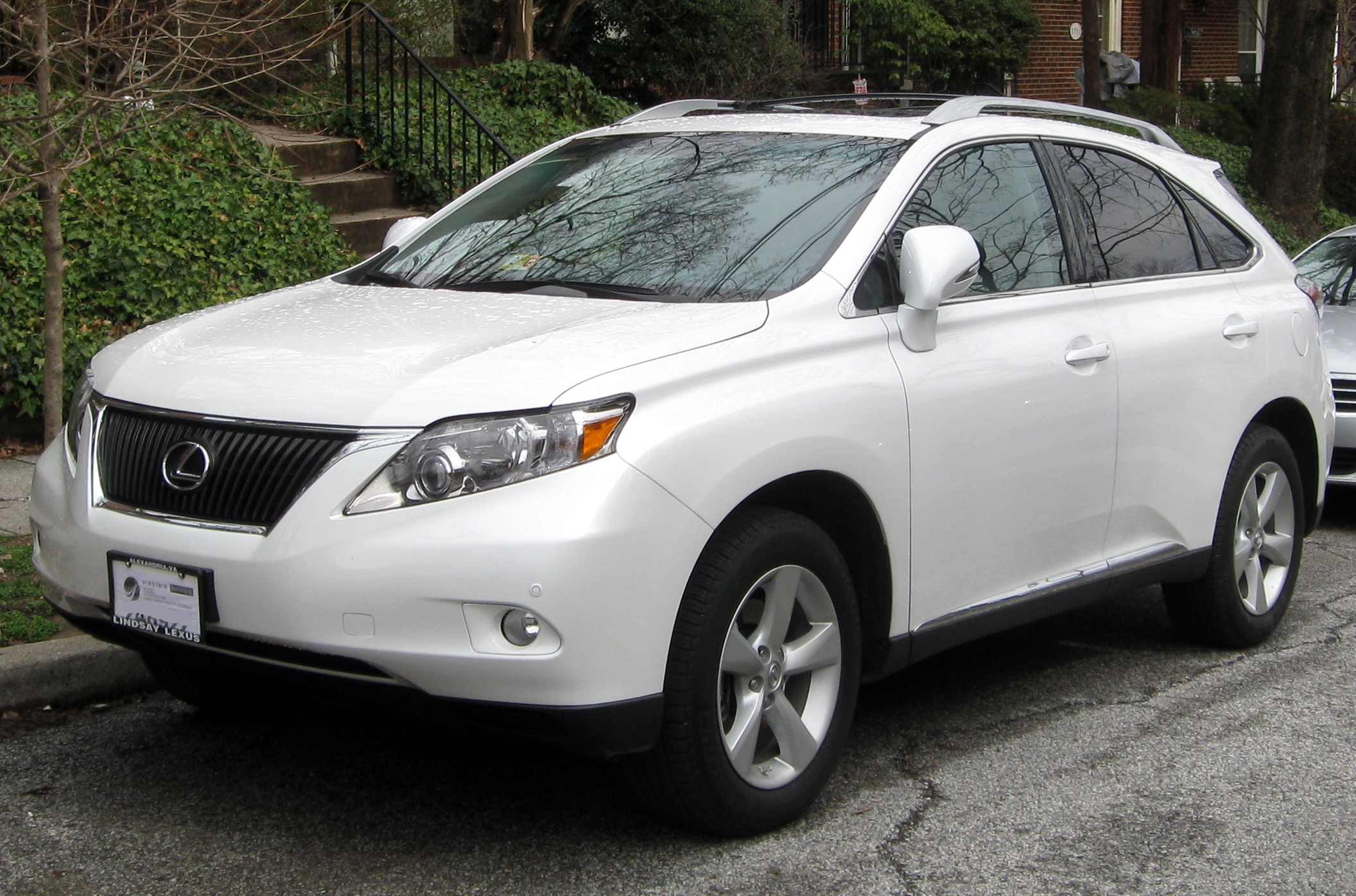
Lexus RX 2008–2015

Az AL10 a harmadik generáció. A gyár 2008-tól 2015-ig készítette a modelleket. 2012-ben módosították a karosszériát.

### AL20 (2015-től)

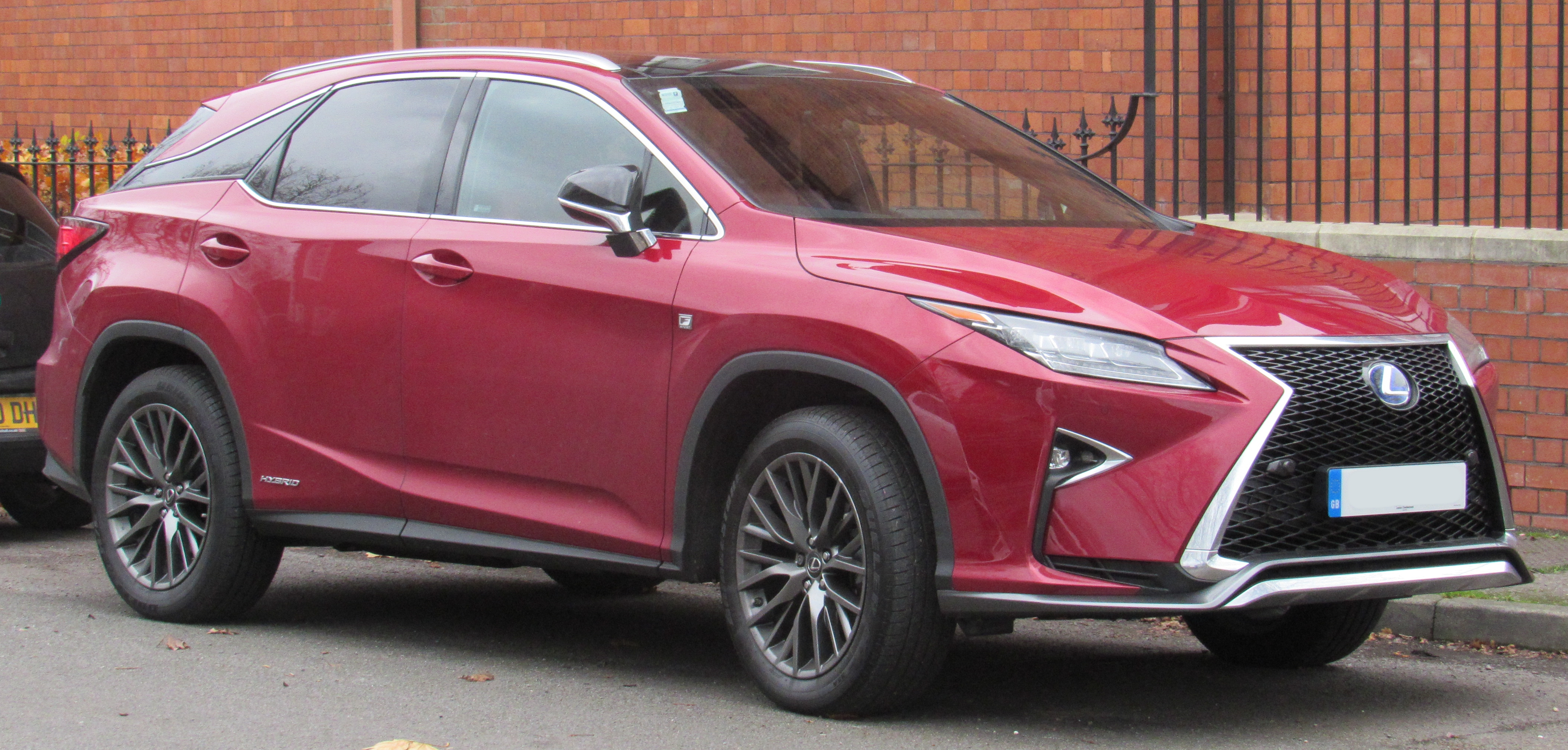
Lexus RX 2015-től

Az AL20 a negyedik generáció. A gyár 2015-től készíti a modelleket.

## Fordítás
Ez a szócikk részben vagy egészben  a   Lexus RX című angol Wikipédia-szócikk fordításán alapul.  Az eredeti cikk szerkesztőit annak laptörténete sorolja fel. Ez a jelzés csupán a megfogalmazás eredetét és a szerzői jogokat jelzi, nem szolgál a cikkben szereplő információk forrásmegjelöléseként.